# バンカー (ゴルフ)
バンカー（bunker）とは、ゴルフのコースを形成する一要素で、ウォーターハザードと並ぶハザードに属する。形や大きさはまちまちであるが、砂で満たされている。たいていの場合、周囲の地面より数十センチメートルほどくぼんでいる。

## バンカーによる影響

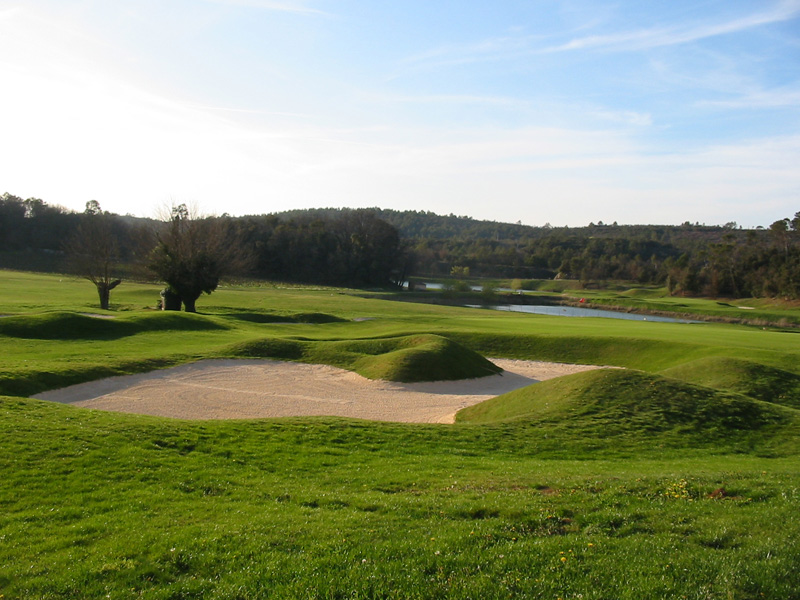
バンカー

バンカーはハザードに属するが、ウォーターハザードと異なり、打球をバンカーに打ち込んだ場合でも救済措置はない。バンカーからよく飛ぶ球を打ち出すのはきわめて困難であり、スコアを悪化させる要因となる。特に、乾燥する季節・気候帯でのバンカーの砂は乾いてさらさらになっており、そのような際にバンカーに打ち込まれたボールは砂に深く埋まってしまい、ショットで抜け出す事がいっそう難しくなる。
ガードバンカー（guard bunker）グリーンの周りにあり、グリーンからこぼれ落ちたボールをアウトオブバウンズに至らせない目的のバンカー。
フェアウェイバンカー（fairway bunker）フェアウェイの途中にあり、多くはティーショットを難しくさせるためのバンカー。

## バンカーからの脱出
バンカーから脱出するためのショットを、バンカーショットと言う。特にガードバンカーから脱出する際には、バンカーショットの際にサンドウェッジ（SW）というやや特殊なクラブを用いる。サンドウェッジは飛距離は出ないものの、ボールに対して深く接触し、弾道が高く方向性をはっきり出せる性質を持っているクラブである。またこの場合、サンドウェッジ以外のクラブを用いてもかまわない。要は効率よく脱出し、バンカーに打ち込んだ事の打数ロスを埋め合わすことができればよい。サンドウェッジの扱いに慣れていないなら、自分にとって扱いやすいクラブを用いてもよい。ただしどのようなクラブを使う場合であっても、フェースやシャフトを使ってすくい上げるような行為は禁止されている。

## コース設計におけるバンカーの配置
一例として、飛距離を稼げるゴルファーに対し、ティーグラウンドから目一杯飛ばして1打でグリーンを狙えるようなレイアウトを考える際、グリーン直前にバンカーを配置すれば「無理してでも1打でグリーンに何とか叩き込む」・あるいは「バンカーに嵌るのが怖いので少し手前を狙う」といったような『迷う』判断を、プレイヤーに求めさせることができる。
別の例として、初心者への（少しお節介な）配慮で、地面についたボールが長く転がってアウト・オブ・バウンズ（OB）になりがちな斜面にバンカーを設けることで、一種の『安全ゾーン』的な役割を与えることもある。ティーグラウンドから見てグリーンの後方に設けられたバンカーは、このような性質を帯びている。アプローチに失敗して、グリーンを越えて過度に飛ばしてしまったボールをキャッチすることで、OBの発生を抑える（OBするとペナルティが1打増えてしまう）役割を負っていると考えられる。

## ルールとマナー
以下、ルールについては、注記なき限り2019年改正後のゴルフ規則12.2節に基づく。
バンカーにボールが入った競技者は、ショットやその練習のとき、または砂のテストのためにクラブや手で砂に触れてはいけない。アドレス（ショットを打とうと構えること）の際も同様である。このようにして砂に触れてしまうと、2罰打のペナルティとなる。なお、単に休憩のために砂に立てたクラブに寄りかかったり、バンカーからボールを出せずにイライラして砂を叩いてしまうにとどまる場合は罰はない。また、一度バンカーからボールが出た後は、そのボールが他のバンカーに入ったり、OBになって打ち直したりする場合も含めて、そのバンカーの砂をならすなどしても罰は科されない。
どうしても自力で脱出できないと判断した場合は、速やかにアンプレヤブルを自ら宣言し、1罰打（または2罰打）のペナルティを負うことで、適切な方法でプレイを進行させることができる。（ゴルフ規則19.3節）
バンカー内では、いかなる改善も行ってはならない。これも反すると2罰打のペナルティになる。ただし、ルースインペディメント（枯葉等の些細な障害物）を取り除くことは許される。
バンカーから脱出できたあとは、速やかに自分の足跡や打撃の跡を修復しなければならない。脱出できて安心して、そのまま次の場所に進むのはマナー違反である。一般的なコースの場合、バンカー周辺には（たいていは）「レーキ」と呼ばれる修復用の器具が置いてあるので、これを用いて行う。他のプレイヤーが作った跡が残っていれば、それも同時に修復する。レーキは、なるべくボールが当りにくい場所・方向に戻しておく。

## バンカーを巡る1990年の事件
1990年のダンロップ・フェニックス選手権の3日目。16番ホール（パー4）でラリー・ネルソンが放ったティーショットがバンカーの中に入ったのか、スルー・ザ・グリーンなのかで競技委員と一悶着を起こした事があった。不幸にもバンカーとスルー・ザ・グリーンとの境目にボールが入ったために起きた出来事だった。「ボールはスルー・ザ・グリーンだから無罰でドロップ出来る」と主張するネルソンと、「ボールはバンカーの中。アンプレヤブルを宣言したのだからペナルティを負わなければならない」とする競技委員の主張が対立（実は1回でバンカーからボールを出すことが出来なかった）。取り敢えずプレーを続行し、ホールアウト後に再び両者が協議し、結局は競技委員の裁定にネルソンが従い（日本語で「ごめんなさい」と謝罪した）、このホールはトリプルボギーになった。なおネルソンは翌1991年の同大会では4人によるプレーオフを制して優勝を飾った。